# Pierre Dame
 (septembre 2021).
Si vous disposez d'ouvrages ou d'articles de référence ou si vous connaissez des sites web de qualité traitant du thème abordé ici, merci de compléter l'article en donnant les références utiles à sa vérifiabilité et en les liant à la section « Notes et références ».
Pour les articles homonymes, voir Dame.
Pierre Dame, né le 9 octobre 1887 à Saint-Maixant-l'École et mort le 18 juillet 1940 à Dresde, à la forteresse de Königstein, est un général de brigade français, qui a commandé la 2e division d'infanterie nord-africaine, sous le commandement du général Molinié, dans la défense de la poche de Lille et d'Haubourdin, en mai 1940.

## Biographie

### Jeunesse et études

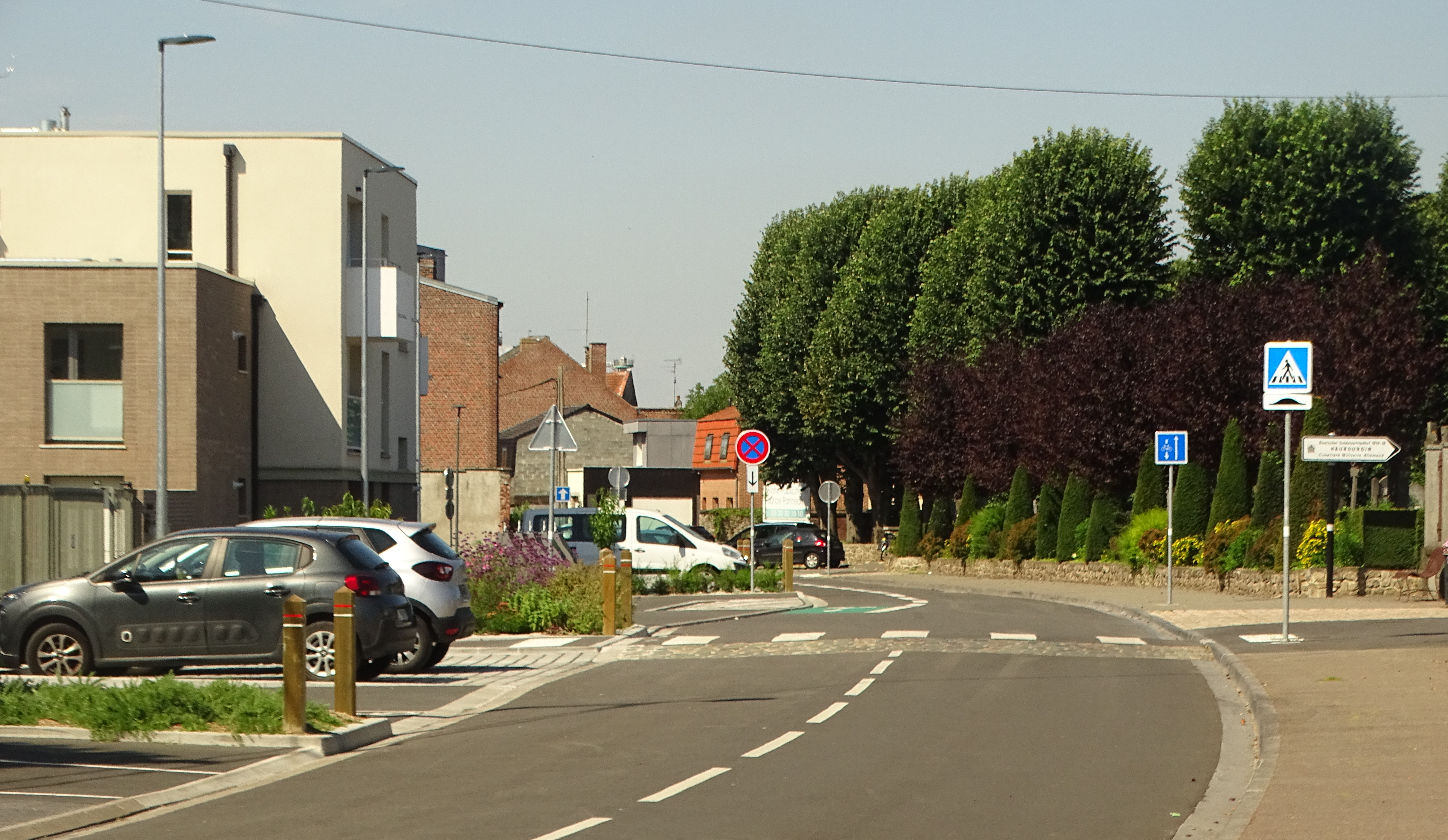
La rue du Général Dame à Haubourdin.

Pierre Dame naît à Saint-Maixent-l'École en 1887, fils de Charles Louis Dame, lieutenant instructeur à l'École militaire d'infanterie, et d'Anne Marie Stoufflet, son épouse. 
Saint-Cyrien de la 91e promotion (1906-09) dite « promotion du Centenaire », il opte pour l'arme de l'infanterie. Il étudie à l'École libre des sciences politiques. 

### Parcours professionnel
Il occupa les fonctions de chef du 3e bureau (opérations) au Ministère de la Guerre de 1932 à 1937, avant de commander le 8e régiment de zouaves de 1935 à 1937. 
Promu général de brigade le 26 septembre 1937, il est professeur à l'école des Hautes études militaires de 1937 à 1939. Un cycle d'études sur les questions militaires est créé à l’École libre des sciences politiques avec son concours, et sous la direction de Philippe Pétain.
Il est appelé au poste de chef d'état-major de la 4e armée à la déclaration de guerre en 1939, avant de prendre le commandement de la 2e division d'infanterie nord-africaine en 1940.
Il est mort en captivité à la forteresse de Königstein en juillet 1940. Son corps repose au milieu de ceux de ses soldats à la nécropole nationale d’Haubourdin, tombe no 108, conformément à son souhait. Sa tombe est voisine de celle du général Gustave Mesny (no 107). La rue menant accès à la nécropole a été baptisée en l'honneur du général Pierre Dame.